# Transformers: Energon
Transformers: Energon (トランスフォーマー スーパーリンク, Toransufōmā Sūpārinku) è un anime mecha, seconda serie della Trilogia Unicron coprodotta dagli Stati Uniti e dal Giappone e basata sui giocattoli Transformers. Per questa serie, si abbandona il disegno a mano di Armada, infatti, Energon punta sulla CGI per i modelli Transformer, lasciando all'animazione tradizionale umani e paesaggi. La serie negli Stati Uniti ed in Italia è conosciuta come Transformers: Energon, in Giappone come Transformers: Superlink.

## Trama
Transformers Energon è ambientata 10 anni dopo la battaglia contro Unicron e mostra il pianeta Cybertron tornato ai suoi splendori, mentre gli Autobot ricostruiscono la loro casa e cercano l'Energon (la loro fonte di energia) nella galassia fondando città minerarie. I Decepticon sono ormai rassegnati ad aspettare una occasione di riscatto, che tuttavia non sembra immediata: il collante che li univa era Megatron, scomparso nelle viscere di Unicron. Il divoratore di mondi è infatti sopravvissuto, e tramite una creatura chiamata Alpha Q (Q come Quintessenziali, i villain dalle 5 facce della terza stagione di Generation 1) sta reclutando Decepticon allo sbando come Scorponok e potenzia le loro file con i Terrorcons (transformers con forme animali capaci di masticare il pericoloso energon grezzo e raffinarlo in un combustibile che tutti possono toccare e usare), affinché lo riforniscano di energon; così potrà tornare pienamente attivo. 
Dal canto suo, Megatron non ha sprecato 10 anni vegetando: ha assorbito un po' della forza e dei poteri di Unicron, oltre al controllo di una delle sue sezioni che ha costruito un nuovo corpo per lui; al suo ritorno prelude alla resa dei conti col suo ex-soldato Scorponok. Gli Autobot, aiutati dagli umani, tra i quali ci sono con Red, Alexis e Carlos che una volta cresciuti sono tornati a lavorare con i loro amici, (con cui hanno stipulato un accordo di cooperazione) e dagli Omnicon (equivalente dei Terrorcon, ma con forme veicolo, prodotti in serie in fabbrica e dotati di senzietà) si oppongono alle 2 parti in causa in una nuova guerra; per contrastare i Decepticon potenziati da Unicron, Prime riceve da Primus (il Dio creatore dei Transformers) la Scintilla di Combinazione, permettendo a coppie di Autobot di fondersi in transformer più grossi e potenti. La storia vedrà una seconda distruzione di Unicron, l'annichilimento della sua scintilla vitale e la morte di Megatron e Starscream (che poco somiglia al robot di Armada; Megatron gli cancella la memoria rendendolo un soldato ubbidiente e lo riprende con sé senza dar segno di conoscerlo, ma prima è Alpha Q a crearlo apparentemente dal nulla per uccidere sia Megatron che Prime; in Superlink il nome è Nightscream, come prova che non sono la stessa persona).

## Colonna sonora
Sigla di apertura
- "Taiyou no Transform!" interpretata da Hiroshi Kitadani

Sigla di chiusura
- "Calling You" interpretata da Takayoshi Tanimoto

## Doppiaggio
Il doppiaggio italiano è stato eseguito dalla C.D. Cine Doppiaggi sotto la direzione di Anton Giulio Castagna che ha curato anche i dialoghi italiani.
| Personaggi           | Voce giapponese              | Voce inglese         | Doppiatori Italiani |
| -------------------- | ---------------------------- | -------------------- | ------------------- |
| Optimus Prime        | Katsuyuki Konishi            | Gary Chalk           | Massimo Lodolo      |
| Megatron / Galvatron | Junichi Endou                | David Kaye           | Giorgio Locuratolo  |
| Alpha Q              | Yuuichi Nagashima            | Trevor Devall        | Loris Loddi         |
| Rodimus              | Ryōtarō Okiayu               | Paul Dobson          | Luca Ward           |
| Kicker               | Daisuke Kishio               | Brad Swaile          | Alessio Puccio      |
| Mischa               | Yukiko Tagami                | Ellen Kennedy        | Perla Liberatori    |
| Scorponok            | Yasunori Mizutani            | Colin Murdock        | Teo Bellia          |
| Hot Shot             | Kousuke Toriumi              | Brent Miller         | Mirko Mazzanti      |
| Ironhide             | Mitsuo Iwata                 | Matt Hill            | Roberto Stocchi     |
| Starscream           | Nobuo Tobita                 | Michael Dobson       | Roberto Draghetti   |
| Cyclonus / Snowcat   | Isshin Chiba                 | Donald Brown         | Sergio Di Giulio    |
| Demolisher           | Kōji Yusa                    | Alvin Sanders        | Antonio Angrisano   |
| Jetfire              | Nobuyuki Hiyama              | Scott McNeil         | Mauro Bosco         |
| Tidal Wave / Mirage  | Jin Yamanoi                  | Doug Parker          | Enrico Pallini      |
| Inferno              | Nobutoshi Canna              | Michael Daingerfield | Daniele Valenti     |
| Shockblast           |                              |                      | Fabio Boccanera     |
| Primus               | Tesshō Genda                 | Ron Halder           | Vittorio Di Prima   |
| Sky Blast            | Jin Yamanoi                  | Terry Klassen        | Achille D'Aniello   |
| Signal Flare         |                              | Michael Dobson       | Manfredi Aliquò     |
| Strong Arm           | Isshin Chiba                 |                      | Marco Baroni        |
| Dott. Jones          | Jin Yamanoi                  |                      | Stefano Mondini     |
| Miranda              | Mayumi Asano                 |                      | Antonella Baldini   |
| Rad                  | Masataka Nakai               |                      | Stefano Crescentini |
| Sally                | Mayumi Asano                 |                      | Vittoria Riccardi   |
| Alexis               | Akira Tomisaka               |                      | Domitilla D'Amico   |
| Carlos               | Junichi Endo                 |                      | Simone Crisari      |
| Bruticus             | Makoto Yasumura              |                      | Davide Marzi        |
| Constructicon        | Nobuo Tobita                 |                      | Mario Bombardieri   |
| Alpha Q-5            | Yuuichi Nagashima Yuki Maeda |                      | Mario Bombardieri   |

## Episodi
La serie è andata in onda per la prima volta in Giappone a partire dal 9 gennaio 2004 e in seguito negli Stati Uniti dal 31 gennaio 2004.
| Nº Ja    | Nº It | Titolo italiano Giapponese 「Kanji」 - Rōmaji                                                       | In onda           | In onda          |
| Nº Ja    | Nº It | Titolo italiano Giapponese 「Kanji」 - Rōmaji                                                       | Giapponese        | Stati Uniti      |
| 1        | 1     | Cybertron City 「浮上! オーシャンシティ」 - Fujō! oshanshitei                                       | 9 gennaio 2004    | 31 gennaio 2004  |
| 2        | 2     | Le stelle di Energon 「輝け! エネルゴンスター」 - Kagayake! enerugonsuta                            | 16 gennaio 2004   | 7 febbraio 2004  |
| 3        | 3     | Scorpinok 「メガザラックの罠」 - Megazarakku no wana                                                | 23 gennaio 2004   | 17 febbraio 2004 |
| 4        | 4     | La spada di Megatron 「メガトロンの証」 - Megatoron no shō                                          | 30 gennaio 2004   | 21 febbraio 2004 |
| 5        | 5     | Trappola di ghiaccio 「新たなサイバトロンシティ」 - Arata na saibatoronshitei                       | 6 febbraio 2004   | 28 febbraio 2004 |
| 6        | 6     | Il ritorno di Megatron 「復活! ガルバトロン」 - Fukkatsu! garubatoron                               | 13 febbraio 2004  | 6 marzo 2004     |
| 7        | 7     | L'incursione di Megatron 「デストロン襲来!」 - Desutoron shūrai!                                    | 20 febbraio 2004  | 13 marzo 2004    |
| 8        | 8     | L'intruso 「謎の暗殺者ナイトスクリーム」 - Nazo no ansatsu mono naitosukurimu                       | 27 febbraio 2004  | 9 aprile 2004    |
| 9        | 9     | L'antica dimora di Unicron 「アステロイドベルトの死闘」 - Asuteroidoberuto no shitō                 | 5 marzo 2004      | 9 aprile 2004    |
| 10       | 10    | La torre di Energon 「出現! エネルゴンタワー」 - Shutsugen! enerugontawa                            | 12 marzo 2004     | 9 aprile 2004    |
| 11       | 11    | La leggenda di Rodimus 「ちっぽけな宇宙」 - Chippokena uchū                                         | 19 marzo 2004     | 9 aprile 2004    |
| 12       | 12    | Grosso guaio a Jungle City 「ジャングルシティの危機」 - Jangurushitei no kiki                       | 26 marzo 2004     | 17 aprile 2004   |
| 13       | 13    | Attento Kicker! 「狙われたキッカー」 - Nerawa reta kikka                                            | 2 aprile 2004     | 24 aprile 2004   |
| 14       | 14    | La griglia di Energon 「エネルゴングリッド発動」 - Enerugonguriddo hatsudō                          | 9 aprile 2004     | 1º luglio 2004   |
| 15       | 15    | Rodimus, amico o nemico? 「敵か? 味方か? ロディマスコンボイ」 - Teki ka? mikata ka? rodeimasukonboi | 16 aprile 2004    | 2 luglio 2004    |
| 16       | 16    | Verso Unicron 「めざせ! ユニクロン」 - Mezase! yunikuron                                            | 23 aprile 2004    | 3 luglio 2004    |
| 17       | 17    | Il ritorno di Demolisher 「ダイノボットが降ってくる!」 - Dainobotto ga futte kuru!                  | 30 aprile 2004    | 3 luglio 2004    |
| 18       | 18    | La storia di due eroi 「対決! ふたりのコンボイ」 - Taiketsu! futarino konboi                        | 7 maggio 2004     | 3 luglio 2004    |
| 19       | 19    | Sfida a Unicron 「恐怖! ユニクロン始動」 - Kyōfu! yunikuron shidō                                   | 14 maggio 2004    | 3 luglio 2004    |
| 20       | 20    | L'identità di Alpha Q 「アルファQその正体」 - Arufa Q sono shōtai                                   | 21 maggio 2004    | 3 luglio 2004    |
| 21       | 21    | La furia di Shockblast 「大暴れ! レーザーウェーブ」 - Ooabare! rezauebu                             | 28 maggio 2004    | 3 luglio 2004    |
| 22       | 22    | Unicron è fuori controllo! 「暴走! 飢えたユニクロン」 - Bōsō! ue ta yunikuron                       | 4 giugno 2004     | 4 settembre 2004 |
| 23       | 23    | Attacco a Cybertron 「それぞれの戦い」 - Sorezoreno tatakai                                         | 11 giugno 2004    | 4 settembre 2004 |
| 24       | 24    | Unicron, contatto! 「やれ! いまできること」 - Yare! imadekirukoto                                   | 18 giugno 2004    | 4 settembre 2004 |
| 25       | 25    | Nelle viscere del mostro 「疾風! ウイングセイバー」 - Hayate! uinguseiba                            | 25 giugno 2004    | 4 settembre 2004 |
| 26       | 26    | L'universo spezzato 「切り裂かれた宇宙」 - Kiri saka reta uchū                                      | 2 luglio 2004     | 4 settembre 2004 |
| 27       | 27    | L'avventura continua 「チームコンボイの行方」 - Chimukonboi no namegata                             | 9 luglio 2004     | 4 settembre 2004 |
| 28       | 28    | Il ritorno di Scorponok 「守るべき星々」 - Mamoru beki hoshi                                        | 16 luglio 2004    | 1º novembre 2004 |
| 29       | 29    | Il prigioniero 「囚われのインフェルノ」 - Torawa reno inferuno                                      | 23 luglio 2004    | 2 novembre 2004  |
| 30       | 30    | Il pianeta selvaggio 「業火! ジャングルプラネット」 - Gyō hi! jangurupuranetto                      | 30 luglio 2004    | 3 novembre 2004  |
| 31       | 31    | Difesa spaziale 「いざ! スプラング見参」 - Iza! supurangu kenzan                                    | 6 agosto 2004     | 4 novembre 2004  |
| 32       | 32    | Addio, Inferno 「さらば インフェルノ」 - Saraba inferuno                                            | 13 agosto 2004    | 5 novembre 2004  |
| 33       | -     | 「戻れ! われらのメガザラック」 - Modore! warerano megazarakku                                       | 20 agosto 2004    | -                |
| 34       | 33    | La grande corsa 「特訓だぁ! ロードバスター」 - Tokkun daa! rodobasuta                               | 27 agosto 2004    | 8 novembre 2004  |
| 35       | 34    | Un aiuto dal passato 「古の賢者・オメガスプリーム」 - Ko no kenja. omegasupurimu                    | 3 settembre 2004  | 9 novembre 2004  |
| 36       | 35    | Battaglia eroica 「壮絶! アルファQの戦い」 - Sōzetsu! arufa Q no tatakai                            | 10 settembre 2004 | 10 novembre 2004 |
| 37       | 36    | Lotta per il potere 「レーザーウェーブの最期」 - Rezauebu no saigo                                  | 17 settembre 2004 | 11 novembre 2004 |
| 38       | 37    | Nemico invincibile 「死闘! オメガコンボイ」 - Shitō! omegakonboi                                    | 24 settembre 2004 | 25 novembre 2004 |
| 39       | 38    | La fine di Unicron 「ユニクロン消滅」 - Yunikuron shōmetsu                                          | 1º ottobre 2004   | 25 novembre 2004 |
| 40       | 39    | L'ambizione di Megatron 「ガルバトロンの蘇る野望」 - Garubatoron no yomigaeru yabō                  | 8 ottobre 2004    | 19 gennaio 2005  |
| 41       | 40    | Un amico dal passato 「スペリオンの希望」 - Superion no kibō                                        | 15 ottobre 2004   | 20 gennaio 2005  |
| 42       | 41    | Abbattuti! 「撃沈! ミランダII世号」 - Gekichin! miranda II yo gō                                    | 22 ottobre 2004   | 21 gennaio 2005  |
| 43       | 42    | Nelle viscere di Cybertron 「それゆけ! オムニコン」 - Soreyuke! omunikon                            | 29 ottobre 2004   | 18 maggio 2005   |
| Speciale | 43    | Un insolito torneo 「必見! 夢の最強マッチ」 - Hikken! yume no saikyō macchi                         | 3 novembre 2004   | 19 maggio 2005   |
| 44       | 44    | Omega Express 「爆走トレイン! オメガスプリーム」 - Bakusō torein! omegasupurimu                     | 5 novembre 2004   | 20 maggio 2005   |
| 45       | 45    | L'armata dei Decepticon 「バラバラ、デストロン軍団」 - Barabara, desutoron gundan                   | 12 novembre 2004  | 23 maggio 2005   |
| 46       | 46    | Alla ricerca del tempio 「凄いぞ! チームロードバスター」 - Sugoi zo! chimurodobasuta                | 19 novembre 2004  | 24 maggio 2005   |
| 47       | 47    | Il potere di Primus 「オメガコンボイ再び」 - Omegakonboi futatabi                                   | 26 novembre 2004  | 25 maggio 2005   |
| 48       | 48    | Lotta per il potere 「恐ろしや! 巨大ガルバトロン」 - Osoro shiya! kyodai garubatoron                | 3 dicembre 2004   | 26 maggio 2005   |
| 49       | 49    | La fuga di Galvatron 「空前絶後! 超破壊大帝」 - Kūzenzetsugo! chō hakai taitei                      | 10 dicembre 2004  | 27 maggio 2005   |
| 50       | 50    | Alla ricerca di Unicron 「コンビネーションスパークの力」 - Konbineshonsupaku no chikara             | 17 dicembre 2004  | 31 maggio 2005   |
| 51       | 51    | Il Sole 「エネルゴン、それは太陽」 - Enerugon, soreha taiyō                                         | 24 dicembre 2004  | 1º giugno 2005   |